# Квака (платформа)
Ква́ка — железнодорожная платформа Ижевского отделения Горьковской железной дороги в деревне Квака Увинского района Удмуртии. Открыта в 1951 году.
Платформа была закрыта после 1981 года. В настоящее время вновь производит посадку и высадку пассажиров поездов пригородного сообщения. Прием и выдача багажа не производятся.

## Пригородное следование по станции
Пригородные железнодорожные перевозки со станции осуществляются пассажирской компанией «Содружество». По состоянию на 2013 год станция обслуживает пригородные поезда, следующие из Увы до Ижевска. И в том и в обратом направлении поезда останавливаются два раза в день.